# Sillaginops macrolepis
Sillaginops macrolepis  (лат.) — вид лучепёрых рыб семейства силаговых. Единственный представитель одноимённого рода Sillaginops. Распространены в западной части Тихого океана и восточной части Индийского океана. Максимальная длина тела 20 см.

## Описание
Тело удлинённое, несколько сжато с боков, покрыто ктеноидной чешуёй. Высота тела составляет 18—20 % стандартной длины тела. Глаза большие, горизонтальный диаметр составляет 25—32% длины головы. На щеках два ряда циклоидной чешуи. Два спинных плавника разделены небольшим промежутком. В первом спинном плавнике 11 жёстких лучей, а во втором — один жёсткий и 19—21 мягких лучей. В длинном анальном плавнике два колючих и 19—21 мягких лучей. Хвостовой плавник выемчатый. В боковой линии 51—56 чешуек. Позвонков 34, из них 14 брюшных и 20 хвостовых. Плавательный пузырь (описан только у молоди) хорошо развит, овальной формы, без передних и задних выступов. На вентральной стороне есть трубчатый выступающий канал.
Тело желтоватого цвета, верхняя часть несколько темнее. По бокам тела проходит прерывистая серебристая полоса. Спинные плавники тёмные с узким черноватым краем. У молоди вдоль спины у оснований спинных плавников расположена серия небольших коричневых пятен. Первое пятно — в начале первого спинного плавника, вторая — около середины первого спинного плавника, третья — под четвёртым лучом второго спинного плавника, четвёртая — под 11 лучом, а пятая — у окончания второго спинного плавника.
Максимальная длина тела 20 см, обычно до 18 см.

## Ареал и места обитания
Распространены в прибрежных водах западной части Тихого океана и восточной части Индийского океана: Индонезия, Новая Британия, Соломоновы острова, Филиппины. Морские придонные рыбы. Обитают на мелководье на глубине от 0 до 5 м. Заходят в эстуарии и даже проникают в пресные воды (особенно молодь).